# Dino Del Favero
Dino Del Favero (Venise, 31 mai 1910 - Mort pour la France à Keren le 15 mars 1941), est un militaire français d'origine italienne, Compagnon de la Libération. Légionnaire, il participe aux premiers combats de la Seconde Guerre mondiale puis choisit de se rallier à la France libre et participe aux campagnes d'Afrique-Équatoriale française puis d'Afrique orientale où il est tué au combat.

## Biographie

### Jeunesse et engagement
Dino Del Favero naît le 31 mai 1910 à Venise en Italie. En septembre 1931, il s'engage dans la légion étrangère et sert au 1er régiment étranger jusqu'en 1932 puis au Maroc au 2e régiment étranger d'infanterie où il est sapeur pionnier. Muté en 1935 au 3e régiment étranger d'infanterie, il est promu légionnaire de 1re classe en 1937 et prolonge son engagement en 1938.

### Seconde Guerre mondiale
Promu caporal en février 1940 et affecté à la 13e demi-brigade de marche de la légion étrangère, il fait partie du corps expéditionnaire envoyé combattre pendant la campagne de Norvège. Participant à la bataille de Narvik, il y est blessé par balle le 28 mai 1940. Évacué vers l'Angleterre avec son unité à la fin de la campagne en juin 1940, il choisit de s'engager dans les forces françaises libres comme la plupart de ses camarades.
Au sein de son unité, renommée 14e puis 13e demi-brigade de légion étrangère (13e DBLE), il participe à la bataille de Dakar en septembre 1940 puis à la campagne du Gabon. Toujours avec la 13e DBLE, subordonnée à la brigade française d'Orient, il prend part à la campagne d'Érythrée. Le 15 mars 1941, sur le massif de l'Engiahat lors de la bataille de Keren, Dino Del Favero est tué au combat. Inhumé au monument ossuaire de Massaoua, il est fait Compagnon de la Libération à titre posthume par le général de Gaulle(décret du 23 juin 1941).

## Décorations
|  |  |  |
|  |  |  |

| Compagnon de la Libération | Compagnon de la Libération | Croix de guerre 1939-1945 Avec palme | Croix de guerre 1939-1945 Avec palme | Médaille des blessés de guerre | Médaille des blessés de guerre |
| Croix du combattant        |                            |                                      |                                      |                                |                                |